# Cantó de Valençòla
El cantó de Valençòla és un cantó francès del departament dels Alps de l'Alta Provença, situat al districte de Dinha. Té 4 municipis i el cap és Valençòla.

## Municipis
- Brunet
- Grèus
- Sant Martin de Bromes
- Valençòla

## Història
| Data d'elecció                           | Identitat        | Partit        | Qualitat |
| ---------------------------------------- | ---------------- | ------------- | -------- |
| 1961-1967                                | M. Richard       | SFIO          |          |
| 1967-1973                                | Georges de Salve | Divers droite |          |
| 1973-1985                                | Max Demol        | PS            |          |
| 1985-2004                                | Renée Chaupin    | UDF           |          |
| 2004-                                    | Maurice Chaspoul | PS            |          |
| les dades anteriors no són pas conegudes |                  |               |          |
|                                          |                  |               |          |

| 1962  | 1968  | 1975  | 1982  | 1990  | 1999  | 2006  |
| ----- | ----- | ----- | ----- | ----- | ----- | ----- |
| 3.100 | 3.381 | 3.451 | 4.081 | 4.421 | 4.876 | 5.793 |